# Fernand Joseph Cheri
Fernand Joseph Cheri III (New Orleans, 28 gennaio 1952 – New Orleans, 21 marzo 2023) è stato un vescovo cattolico statunitense.

## Biografia
Fernand Cheri nasce il 28 gennaio 1952 a New Orleans.

### Formazione e ministero sacerdotale
Ha studiato al St. John Vianney Preparatory Seminary di New Orleans e, in seguito, al St. Joseph Seminary College di Covington e al Notre Dame Seminary di New Orleans.
Cheri diventa sacerdote per l'arcidiocesi di New Orleans il 20 maggio 1978, ordinato dall'arcivescovo Philip Hannan. I primi incarichi pastorali di Cheri sono stati quelli di vicario parrocchiale presso la parrocchia di Our Lady of Lourdes a New Orleans e la parrocchia di St. Joseph the Worker a Marrero; questi incarichi sono stati ricoperti da Cheri fino al 1984. Nel 1984 diventa parroco della parrocchia di St. Joseph the Worker e nel 1985 diventa parroco della parrocchia di San Francesco di Sales a New Orleans, dove rimarrà fino al 1990. Cheri è nominato amministratore della parrocchia di Santa Teresa del Bambino Gesù a New Orleans dal 1990 al 1991.
Cheri entra nel noviziato dell'Ordine dei frati minori (Francescani) nel 1992, ordine per cui prenderà i voti il 26 agosto 1996. Come francescano, Cheri ha servito come cappellano alla Hales Franciscan High School di Chicago dal 1994 al 1996. Dal 1996 al 2002 è stato parroco della parrocchia di St. Vincent de Paul a Nashville.
Cheri è stato assegnato a St. Benedict the Black Friary a East St. Louis dal 2002 al 2007 e ha insegnato al liceo della città. Cheri ha ricoperto l'incarico di direttore dell'Office of Friar Life a East St. Louis dal 2008 al 2009 e dal 2010 al 2011 di associate director of campus ministry presso la Xavier University. In seguito, Cheri ha ricoperto l'incarico di associate director of campus ministry presso la Quincy University e di vicario dell'Holy Cross Friary a Quincy dal 2011 al 2015. Cheri ha inoltre scritto articoli e libri sulla liturgia cattolica afroamericana e ha lavorato come archivista di canti religiosi afro-americani.

### Ministero episcopale
Cheri è stato nominato vescovo titolare di Membressa e vescovo ausiliare dell'arcidiocesi di New Orleans da papa Francesco il 12 gennaio 2015. Il 23 marzo 2015 ha ricevuto l'ordinazione episcopale nella cattedrale di San Luigi a New Orleans da Gregory Aymond, arcivescovo metropolita di New Orleans, co-consacranti Wilton Daniel Gregory, arcivescovo metropolita di Atlanta, e James Terry Steib, vescovo di Memphis.
Mons. Cheri è deceduto il 21 marzo 2023, all'età di 71 anni, a New Orleans.

## Genealogia episcopale
La genealogia episcopale è:
- Cardinale Scipione Rebiba
- Cardinale Giulio Antonio Santori
- Cardinale Girolamo Bernerio, O.P.
- Arcivescovo Galeazzo Sanvitale
- Cardinale Ludovico Ludovisi
- Cardinale Luigi Caetani
- Cardinale Ulderico Carpegna
- Cardinale Paluzzo Paluzzi Altieri degli Albertoni
- Papa Benedetto XIII
- Papa Benedetto XIV
- Papa Clemente XIII
- Cardinale Marcantonio Colonna
- Cardinale Giacinto Sigismondo Gerdil, B.
- Cardinale Giulio Maria della Somaglia
- Cardinale Carlo Odescalchi, S.I.
- Cardinale Costantino Patrizi Naro
- Cardinale Lucido Maria Parocchi
- Papa Pio X
- Cardinale Gaetano De Lai
- Cardinale Raffaele Carlo Rossi, O.C.D.
- Cardinale Amleto Giovanni Cicognani
- Cardinale John Joseph Krol
- Arcivescovo Francis Bible Schulte
- Arcivescovo Gregory Michael Aymond
- Vescovo Fernand Joseph Cheri, O.F.M.